# Pseudococcus daymananus
Pseudococcus daymananus är en insektsart som beskrevs av Williams 1985. Pseudococcus daymananus ingår i släktet Pseudococcus och familjen ullsköldlöss.
Artens utbredningsområde är Papua Nya Guinea. Inga underarter finns listade i Catalogue of Life.